# その陽射が私に…
『その陽射が私に…』（そのひざしがわたしに）は、2002年1月2日から2月21日まで韓国MBCの水木ミニシリーズ枠で放送されたテレビドラマ。全16話。
日本では、2003年にKNTVで『太陽は私に微笑む』（たいようはわたしにほほえむ）の邦題で放送され、後に地上波では『その陽射が私に…』として放送された。

## ストーリー
通信販売業界で出会ったドンソクとヨヌのラブストーリー。

## キャスト
カン・ドンソク - リュ・シウォン
通信販売番組チャンネル会社・バイハッピーの顧問弁護士で、ヨヌとジュニの間で揺れ動く。
キム・ヨヌ - キム・ソヨン
ソクチョの漁師の娘に生まれた。通販番組のショーホスト（案内役）にスカウトされる。
キム・ヨンスク - ヤン・ミギョン
ヨヌの姉だが、実は18歳の時にヨヌを産んだ実母だった。
キム・グァンチョル - キム・ソンギョム
ヨヌの戸籍上の父だが、実は祖父であった。荒波の中漁に出て救助されるもヨヌに真実を明かし、息を引き取る。
イ・ハンス - パク・ガンヒョン
ヨヌの幼馴染でヨヌに片思いするも思いは届かず、その後映画スターになる。
チェ・ジュニ - ユソン
ドンソクとヨヌが勤める通販会社バイハッピーの社長令嬢で、ヨヌとは異母姉妹にあたる。ヨヌにきつく接する。
ユン女史 - イ・フィヒャン
テギョンの妻でジュニの母である。テギョンとヨンスクの間に生まれたヨヌに嫌悪感を抱く。
チェ・テギョン - キル・ヨンウ
ヨヌとジュニの父でバイハッピーの社長である。ヨヌの母・ヨンスクと18年ぶりに再会する。
チェ・ヨンホ - チェ・ブラム
テギョンの父でバイハッピー会長である。テギョンとヨンスクの仲を引き裂いた張本人。
その他の出演者：イム・ヒョンシク、イ・スク、チョン・ホグン、パク・ビョンフンなど